# Joakim Berg

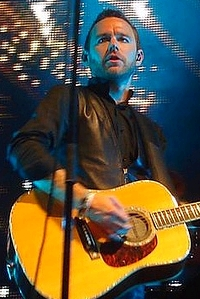
Jocke Berg, 2008

Joakim Berg (Torshälla (Eskilstuna), 16 maart 1970), bijnaam Jocke, is een Zweeds componist, tekstenschrijver en zanger van de Zweedse band Kent (voorheen 'Havsänglar' en 'Jones & Giftet'), die grote successen boekt in Scandinavië. Joakim is getrouwd en heeft een zoontje.
Samen met Peter Svensson van The Cardigans had hij een project onder de naam "Paus" (Zweeds voor pauze), en schreven ze samen nummers, voor onder andere Titiyo.
Joakims jongere broer Adam is regisseur, en heeft meerdere videoclips van Kent geregisseerd.
- Gemeinsame Normdatei: 135426030
- International Standard Name Identifier: 0000 0003 6138 1778
- MusicBrainz: ddb68843-972e-43e1-980b-3477f82dc806
- Istituto Centrale per il Catalogo Unico: DDSV382002
- Virtual International Authority File: 223491894
- WorldCat: E39PBJyGYtWx6x9PJG46TbDrMP